# Stora Mellsjön, Blekinge
Stora Mellsjön är en sjö i Karlshamns kommun och Tingsryds kommun i Blekinge och ingår i Mieåns huvudavrinningsområde. Sjön är 5,1 meter djup, har en yta på 0,0793 kvadratkilometer och befinner sig 93,2 meter över havet.

## Delavrinningsområde
Stora Mellsjön ingår i det delavrinningsområde (624876-144295) som SMHI kallar för Ovan 624467-144245. Medelhöjden är 110 meter över havet och ytan är 26,93 kvadratkilometer. Räknas de 8 avrinningsområdena uppströms in blir den ackumulerade arean 200,44 kvadratkilometer. Avrinningsområdets utflöde Mieån mynnar i havet. Avrinningsområdet består mestadels av skog (87 %). Avrinningsområdet har 0,35 kvadratkilometer vattenytor vilket ger det en sjöprocent på 1,3 %.